# David Ogden Stiers
David Allen Ogden Stiers (Peoria, Illinois; 31 de octubre de 1942-Newport, Oregón; 3 de marzo de 2018) fue un actor estadounidense que ha actuado en cine y televisión y como actor de voz en dibujos animados, especialmente producidos por Disney y DreamWorks.
Falleció el 3 de marzo de 2018 a causa de un cáncer de vejiga.

## Principales actuaciones
- 1976: Charlie's Angels (serie de TV; episodio piloto), como Scott Woodville (actor).
- 1977: The Mary Tyler Moore Show (serie de TV), como Mel Price (actor).
- 1977-1983: M*A*S*H como Charles Emerson Winchester III
- 1985-1986: Norte y Sur, como Sam Greene
- 1987: J. Edgar Hoover (film para TV), como Franklin D. Roosevelt (actor).
- 1988: The Accidental Tourist (film), como Porter (actor).
- 1989: The Final Days (film para TV), como Alexander Haig (actor).
- 1989: The Pedestrian, episodio de The Ray Bradbury Theater, como Leonard Mead (actor).
- 1991: La bella y la bestia (film de animación), como Cogsworth / Narrador (voz).
- 1991: Doc Hollywood (film), como el prefecto Nick Nicholson (actor).
- 1991: Star Trek: The Next Generation (serie de TV), como Dr. Timicin (actor).
- 1992: Shadows and Fog (film), como Hacker (actor).
- 1995: Mighty Aphrodite (film), como Laius (actor).
- 1995: Pocahontas (film de animación), como el gobernador Ratcliffe y como Wiggins (voz).
- 1995: Steal Big, Steal Little (film), como juez Winton Myers (actor).
- 1996: El jorobado de Notre Dame (film de animación), como arquidiácono (voz).
- 1997: La bella y la bestia 2: Una Navidad encantada (film de animación), como Cogsworth (voz).
- 1997: Meet Wally Sparks, como el gobernador Floyd Preston
- 1998: La Bella y La Bestia 3: El mundo mágico de Bella (film de animación), como Cogsworth (voz).
- 1998: Pocahontas II: Journey to a New World (film de animación), como Ratcliffe (voz).
- 2001: Tomcats (film), como Dr. Crawford (actor).
- 2001: Shrek (film de animación), como Baloo the Bear (voz)
- 2001: Atlantis: el imperio perdido (film de animación), como Fenton Q. Harcourt (voz).
- 2002: Lilo & Stitch (film de animación), como Dr. Jumba Jookiba (voz).
- 2003: Stitch! The Movie, como Dr. Jumba Jookiba (voz).
- 2004: Shrek 2 (film de animación), como Baloo the Bear (voz).
- 2004: The Cat That Looked at a King, como rey/primer ministro (voz).
- 2005: Lilo & Stitch 2: Stitch Has a Glitch, como Dr. Jumba Jookiba (voz).
- 2006: Leroy & Stitch (TV), como el Dr. Jumba (voz).
- 2006: Worst Week of My Life (serie de TV; episodio piloto), como Jenson (actor).
- 2006: Lo que el agua se llevó (film de animación), como Transeúnte #5 (voz).
- 2007: Shrek tercero (film de animación), como Baloo the Bear (voz).
- 2010: Shrek Forever After (film de animación), como Baloo the Bear (voz).
- 2011: El Gato con Botas (film de animación), como Baloo the Bear (voz).